# Gibet de Croissy
Le gibet seigneurial de Croissy-sur-Seine est situé à l'entrée du village, au 1, avenue des Tilleuls. Il s’agit de l'un des rares gibets aujourd'hui conservés en France.

## Histoire
Au XVIIIe siècle, les seigneurs de Croissy installent le gibet pour juger les brigands qui sévissent dans la forêt de Vézinet. Originellement placée près de la Seine, la structure est déplacée au début du XIXe siècle par un habitant.

## Monument
Aujourd'hui seules restent six pierres qui ont servi de socle au gibet, ce qui en fait un des derniers encore conservés en France,.

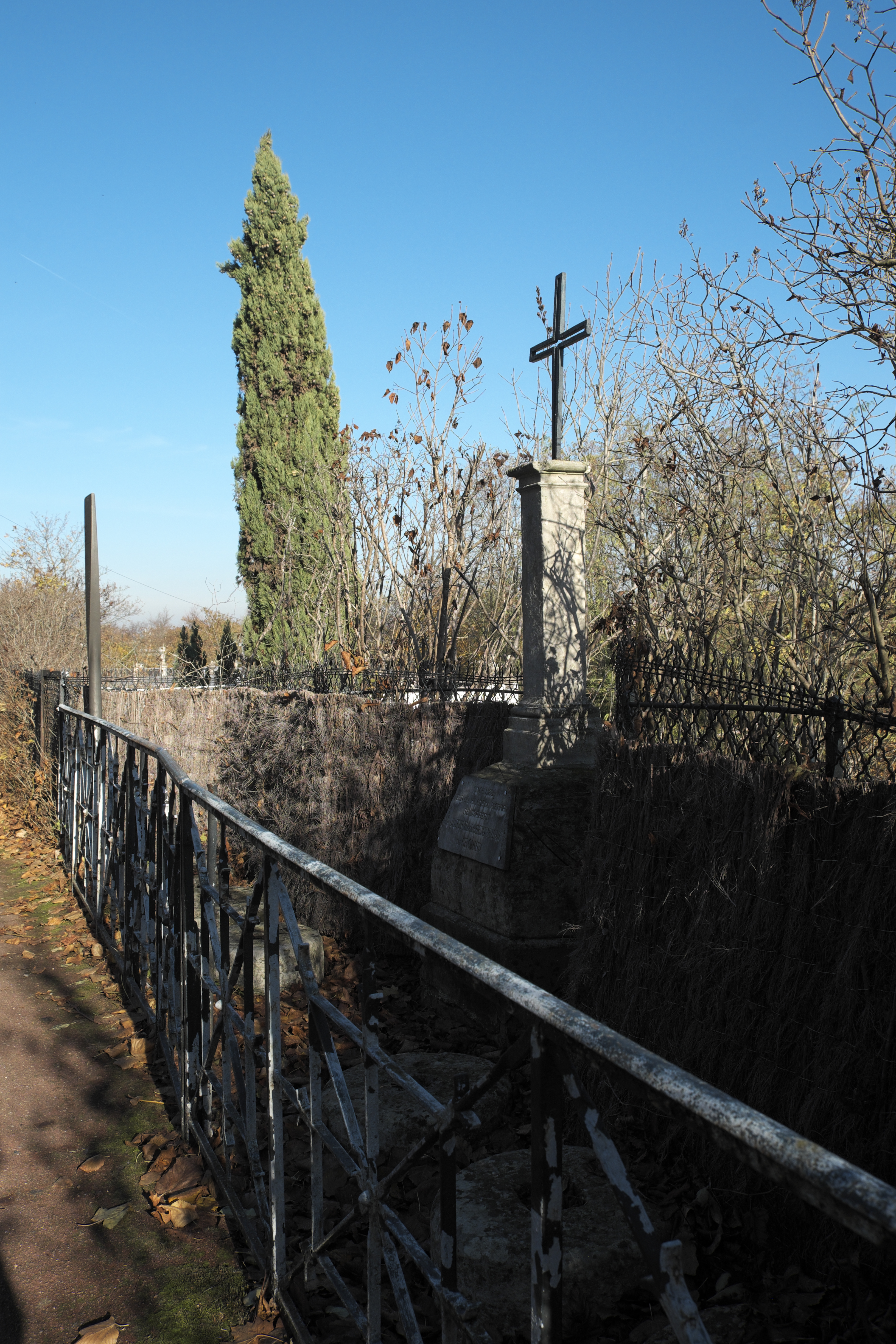
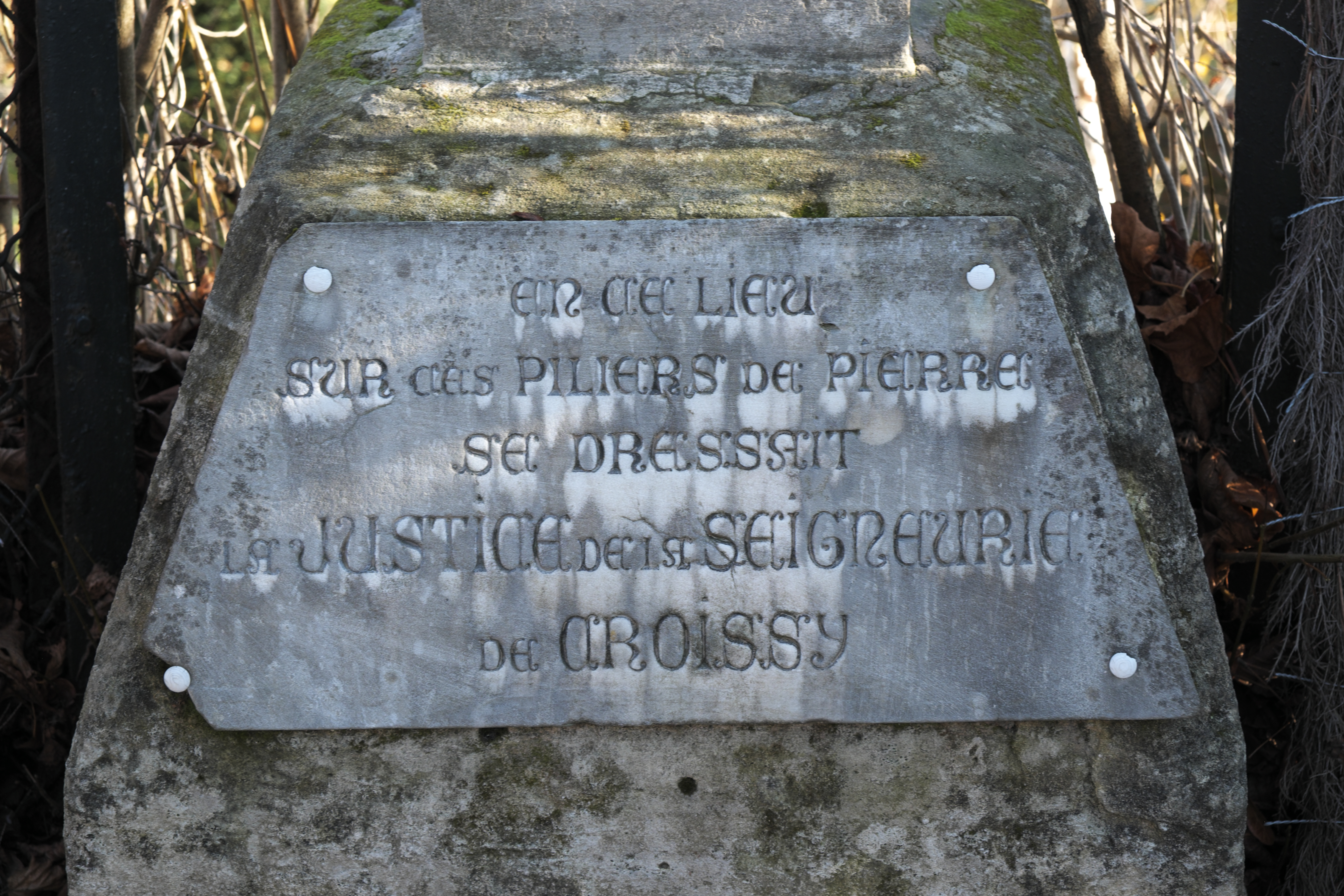